# Raïon de Mari-Tourek
Le raïon de Mari-Tourek (russe : Мари́-Туре́кский райо́н;  mhr:Марий Турек кундем) est un raïon de la république des Maris en Russie.

## Présentation
Le raïon Mari-Tourekski est situé dans l'est de la république des Maris.
La superficie du raïon est de 1 513,86 km2.
Du nord au sud il s'étend sur sur 76 kilomètres, d'ouest en est sur 36 kilomètres.
Près d'un tiers de sa superficie est couvert de forêts.
Son centre administratif est le commune urbaine de Mari-Tourek.
Le raïon Mari-Tourekski est divisé en une commune urbaine Mari-Turek) et en 5 okrougs ruraux, qui comprennent en tout 119 localités rurales.
Le raïon Mari-Tourekski est borde au nord-est, par le raïon Malmyjski et le raïon Ourjoumski de l'oblast de Kirov, au sud-est par le raïon Baltasinski et le raïon Arski de la République du Tatarstan, et à l'ouest il borde le raïon Sernourski, le raïon  Paranguinski et le raïon Morkinski.

## Démographie
La population du raïon Mari-Tourekski a évolué comme suit:
| 2002   | 2005   | 2009   | 2011   | 2013   |
| ------ | ------ | ------ | ------ | ------ |
| 25 577 | 24 500 | 23 358 | 23 005 | 21 588 |

| 2015   | 2019   | 2021   | - | - |
| ------ | ------ | ------ | - | - |
| 20 606 | 19 102 | 18 242 | - | - |

## Galerie

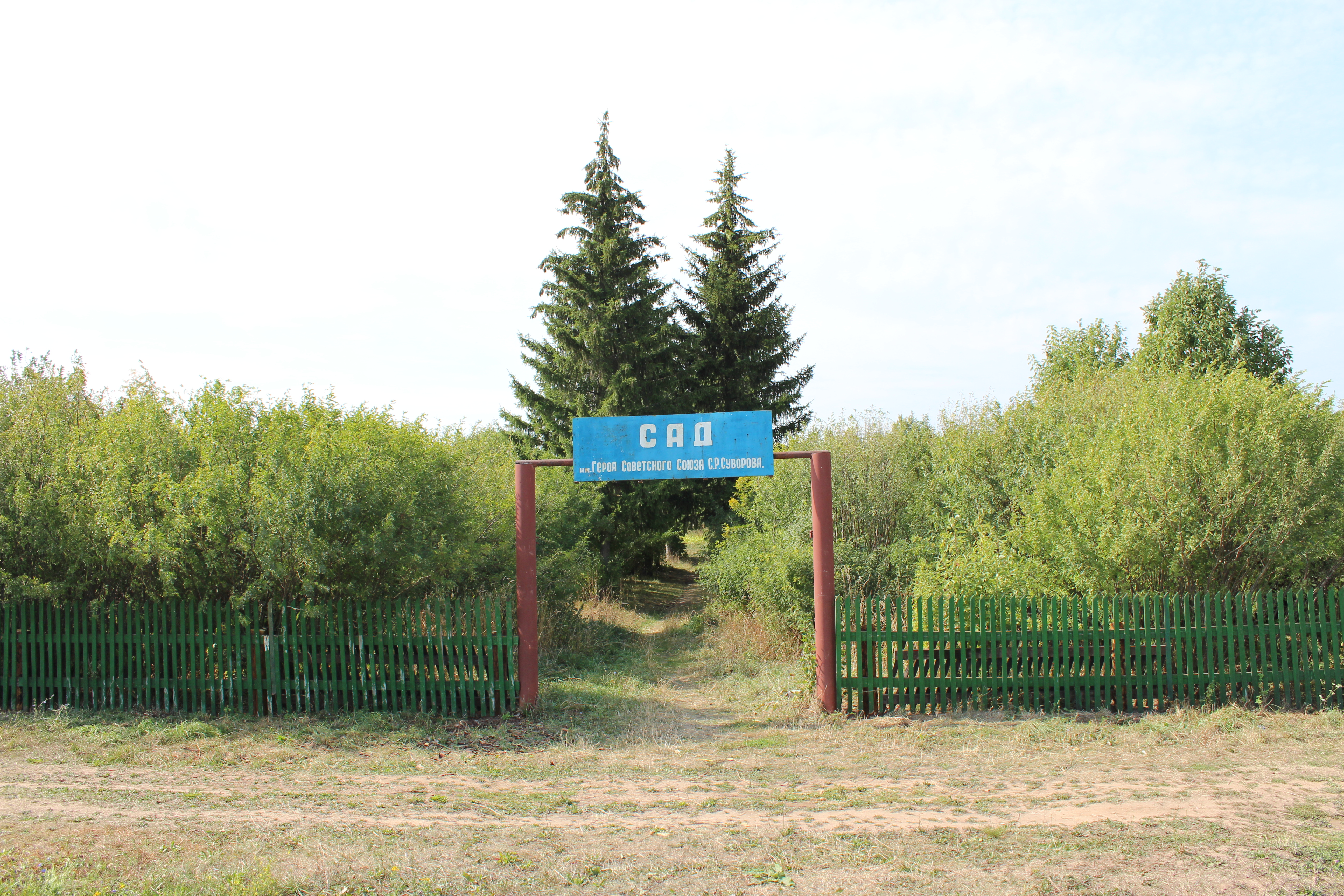
Parc S. R. Suvorov dans le village de Kosolapovo.